# 겅솽

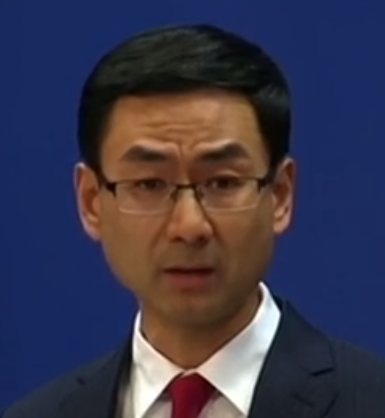
겅솽

겅솽(중국어: 耿爽, 병음: Gěng Shuǎng, 1973년 4월 ~ )은 중국의 외교관이다.

## 생애
겅솽은 1973년 4월에 베이징시에서 태어나서 1991년에 외교학원 영어과에 입학했다. 1995년부터 1999년까지 중화인민공화국 외교부 국제국 직원, 수행원으로 근무했으며 1999년부터 2003년까지 유엔 주재 중국 대표부 수행원, 3등 비서로 근무했다. 2003년부터 2011년까지 중국 외교부 국제국 3등 비서, 부처장, 처장, 참사관 겸 처장을 역임했고 주중국 미국 대사관 정보 담당 참사관, 대변인, 중국 외교부 국제경제국 부국장을 역임했다.
겅솽은 2005년부터 2006년까지 미국 터프츠 대학교 플레처 스쿨에 재학하면서 국제관계학과 석사 학위를 취득했다. 2011년부터 2015년까지 주미국 중국 대사관 참사관으로 근무했으며 2015년부터 2016년까지 중국 외교부 국제경제국 참사관, 부국장을 역임했다. 2016년 9월에 중국 외교부 공보국 부국장으로 임명되면서 중국 외교부 대변인으로 활동했다. 2020년 6월 5일에 중국 외교부 대변인 자리에서 물러났고 2020년 7월 7일에 주유엔 중국 대표부 부대표로 임명되었다.